# Posterholt
Posterholt (limburgisch Postert) ist ein Dorf in der niederländischen Provinz Limburg.
Das rund zehn Kilometer südöstlich der Stadt Roermond in der Rurniederung an der Grenze zu Deutschland gelegene Dorf ist mit 4030 Bewohnern der zweitgrößte Ortsteil der Gemeinde Roerdalen.

## Geschichte

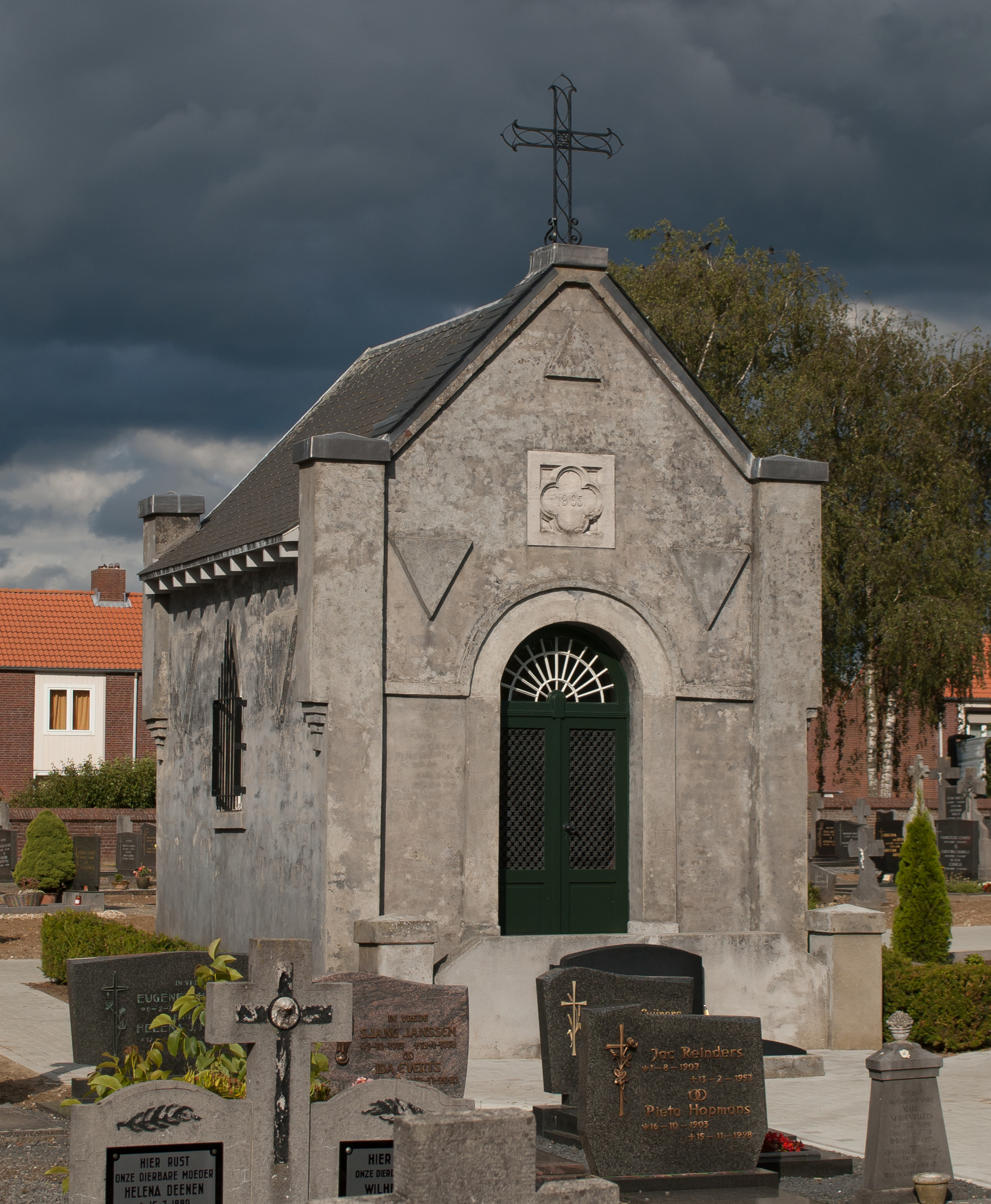
Grabkapelle Geradts-Regout

Die erste urkundliche Erwähnung Posterholts stammt aus einer Akte des Jahres 1147.
Die früher selbstständige Gemeinde Posterholt fusionierte in der Gemeindeneuordnung 1991 mit den Ortschaften Montfort und Sint Odiliënberg, die gebildete Gemeinde änderte zum 1. Februar 1994 ihren Namen von Posterholt in Ambt Montfort. Im Zuge einer weiteren kommunalen Neuordnung ist das „Ambt Montfort“ sodann 2007 in der Gemeinde Roerdalen aufgegangen.

## Sehenswürdigkeiten
In Posterholt befinden sich zwei als Rijksmonument eingestufte Bauwerke nach Entwürfen des Architekten Pierre Cuypers, das Kastell Aerwinkel und die Grabkapelle Geradts-Regout.

## Bevölkerungsentwicklung
Die offizielle Statistik verzeichnete 2024 insgesamt 4030 Einwohner. Davon wohnten 3585 im Dorf selbst und 445 in der Umgebung.
Die Tabelle widerspiegelt die demografische Entwicklung Posterholts 1995–2022.
| 1995 | 1997 | 1999 | 2001 | 2003 | 2004 | 2005 | 2006 | 2007 | 2014 | 2018 | 2022 |
| ---- | ---- | ---- | ---- | ---- | ---- | ---- | ---- | ---- | ---- | ---- | ---- |
| 4320 | 4320 | 4320 | 4300 | 4300 | 4280 | 4270 | 4280 | 4420 | 4122 | 4055 | 3945 |

## Politik

### Sitzverteilung im Gemeinderat
Bis zur Auflösung der Gemeinde ergab sich seit 1982 folgende Sitzverteilung:
| Partei              | Sitze | Sitze |
| Partei              | 1982  | 1986  |
| ------------------- | ----- | ----- |
| Lijst Heemels       | 3     | 3     |
| Lijst Visschers     | 4     | 3     |
| Lijst van der Vorst | 2     | 2     |
| Lijst Bakkes        | —     | 1     |
| Lijst Reijnders     | —     | 1     |
| Lijst Thegels       | 1     | 1     |
| CDA                 | 0     | 0     |
| Lijst van der Varst | 1     | —     |
| Lijst Van Landeghem | 0     | —     |
| Lijst Gommans       | 0     | —     |
| Gesamt              | 11    | 11    |

## Verkehr
Neben regionalen Buslinien in die Nachbarorte verkehrt auch eine grenzüberschreitende Buslinie nach Heinsberg (D).
| Linie | Betreiber | Verlauf |
| ----- | --------- | --- |
| 64    | Arriva    | Heinsberg Busbf – Kempen – Karken (D) – Posterholt (NL) – St. Odiliënberg – Melick – Roermond – Roermond Designer Outlet (AVV-Tarif gilt nur im deutschen Streckenabschnitt) |